# Coupe du monde féminine de football des moins de 20 ans 2014
Navigation
Édition précédente Édition suivante
La Coupe du monde féminine de football des moins de 20 ans 2014 est la septième édition d'une compétition apparue en 2002 et qui a lieu tous les deux ans. Le Canada accueille la compétition du 5 au 25 août 2014.
Le Canada, en qualité de pays hôte, est qualifié d'office, les autres participants sont passés par les tours de qualifications continentaux.

## Préparation de l'événement

### Désignation du pays hôte
L'organisation de la Coupe du monde de football féminin des moins de 20 ans est désormais liée à celle de l'organisation de la Coupe du monde féminine de football se déroulant l'année suivante.
Deux pays se portent candidats pour l'organisation de ces compétitions : le Canada et le Zimbabwe.
Le 1er mars 2011, le Zimbabwe se désiste, laissant le Canada comme seul candidat. Le 3 mars 2011, la FIFA attribue l'organisation du tournoi au Canada.

### Villes et stades retenus
Le BMO Field de Toronto accueille le match d'ouverture de la compétition. Le Stade olympique à Montréal accueille la finale.
| \| Edmonton Montréal Toronto Moncton \| Sites de la Coupe du monde 2014 U-20 |
| Edmonton Montréal Toronto Moncton                                            |

| Edmonton Montréal Toronto Moncton |

- Stades de Coupe du monde de football féminin des moins de 20 ans 2014

## Acteurs de la Coupe du monde

### Équipes qualifiées
| Europe (UEFA) 4 places Championnat d'Europe des moins de 19 ans | Amérique du Sud (CONMEBOL) 2 places Sudamericano Femenino des moins de 20 ans                                                                       | Afrique (CAF) 2 places Championnat d'Afrique des moins de 20 ans |
| --------------------------------------------------------------- | --- | ---------------------------------------------------------------- |
| - Allemagne - Angleterre - Finlande - France                    | - Brésil - Paraguay | - Ghana - Nigéria                                                |
| Océanie (OFC) 1 place Coupe d'Océanie des moins de 20 ans       | Amérique du Nord, Centrale et Caraïbes (CONCACAF) 3 places + 1 du pays hôte Championnat d'Amérique du Nord, centrale et Caraïbe des moins de 20 ans | Asie (AFC) 3 places Coupe d'Asie des nations des moins de 19 ans |
| - Nouvelle-Zélande                                              | - Canada - Costa Rica - États-Unis - Mexique | - Chine - Corée du Nord - Corée du Sud                           |

## Déroulement de la phase finale

### Premier tour
Les seize équipes sont réparties en quatre groupes de quatre. Chacune affronte les trois autres de son groupe. À l'issue des trois journées, les deux premières de chaque groupe sont qualifiées pour les quarts de finale (où chaque première de groupe affronte la seconde d'un autre groupe).
Règles de départage
Chaque équipe reçoit trois points pour une victoire et un pour un match nul. En cas d'égalité de points, les critères suivants sont utilisés pour le classement ou le départage :
1. la différence de buts ;
2. le plus grand nombre de buts marqués ;
3. le plus grand nombre de points obtenus dans les matches de groupe entre les équipes concernées ;
4. la différence de buts particulière dans les matches de groupe entre les équipes concernées ;
5. le plus grand nombre de buts marqués dans les matches de groupe entre les équipes à égalité ;
6. les points disciplinaires, basés sur le nombre de cartons jaunes et rouges reçus.
7. tirage au sort par la commission d’organisation de la FIFA si les équipes ne peuvent être départagées sur une place qualificative suivant les critères précédents.

#### Groupe A
| Rang | Équipe        | Pts | J | G | N | P | Bp | Bc | Diff |
| ---- | ------------- | --- | - | - | - | - | -- | -- | ---- |
| 1    | Corée du Nord | 6   | 3 | 2 | 0 | 1 | 5  | 2  | +3   |
| 2    | Canada        | 6   | 3 | 2 | 0 | 1 | 4  | 3  | +1   |
| 3    | Ghana         | 6   | 3 | 2 | 0 | 1 | 3  | 4  | -1   |
| 4    | Finlande      | 0   | 3 | 0 | 0 | 3 | 4  | 7  | -3   |

| Match | Date         | Lieu     | Équipe 1      | Résultat | Équipe 2      |
| ----- | ------------ | -------- | ------------- | -------- | ------------- |
| 1     | 5 août 2014  | Toronto  | Canada        | 0 – 1    | Ghana         |
| 2     | 5 août 2014  | Toronto  | Finlande      | 1 – 2    | Corée du Nord |
| 9     | 8 août 2014  | Toronto  | Canada        | 3 – 2    | Finlande      |
| 10    | 8 août 2014  | Toronto  | Ghana         | 0 – 3    | Corée du Nord |
| 17    | 12 août 2014 | Montréal | Corée du Nord | 0 – 1    | Canada        |
| 18    | 12 août 2014 | Moncton  | Ghana         | 2 – 1    | Finlande      |

#### Groupe B
| Rang | Équipe     | Pts | J | G | N | P | Bp | Bc | Diff |
| ---- | ---------- | --- | - | - | - | - | -- | -- | ---- |
| 1    | Allemagne  | 7   | 3 | 2 | 1 | 0 | 12 | 6  | +6   |
| 2    | États-Unis | 6   | 3 | 2 | 0 | 1 | 4  | 2  | +2   |
| 3    | Chine      | 2   | 3 | 0 | 2 | 1 | 6  | 9  | -3   |
| 4    | Brésil     | 1   | 3 | 0 | 1 | 2 | 2  | 7  | -5   |

| Match | Date         | Lieu     | Équipe 1   | Résultat | Équipe 2   |
| ----- | ------------ | -------- | ---------- | -------- | ---------- |
| 3     | 5 août 2014  | Edmonton | Allemagne  | 2 – 0    | États-Unis |
| 4     | 5 août 2014  | Edmonton | Chine      | 1 – 1    | Brésil     |
| 11    | 8 août 2014  | Edmonton | Allemagne  | 5 – 5    | Chine      |
| 12    | 8 août 2014  | Edmonton | États-Unis | 1 – 0    | Brésil     |
| 19    | 12 août 2014 | Montréal | Brésil     | 1 – 5    | Allemagne  |
| 20    | 12 août 2014 | Moncton  | États-Unis | 3 – 0    | Chine      |

#### Groupe C
| Rang | Équipe       | Pts | J | G | N | P | Bp | Bc | Diff |
| ---- | ------------ | --- | - | - | - | - | -- | -- | ---- |
| 1    | Nigéria      | 7   | 3 | 2 | 1 | 0 | 5  | 3  | +2   |
| 2    | Corée du Sud | 4   | 3 | 1 | 1 | 1 | 4  | 4  | 0    |
| 3    | Angleterre   | 2   | 3 | 0 | 2 | 1 | 3  | 4  | -1   |
| 4    | Mexique      | 2   | 3 | 0 | 2 | 1 | 3  | 4  | -1   |

| Match | Date         | Lieu     | Équipe 1     | Résultat | Équipe 2     |
| ----- | ------------ | -------- | ------------ | -------- | ------------ |
| 5     | 6 août 2014  | Moncton  | Angleterre   | 1 – 1    | Corée du Sud |
| 6     | 6 août 2014  | Moncton  | Mexique      | 1 – 1    | Nigéria      |
| 13    | 9 août 2014  | Moncton  | Angleterre   | 1 – 1    | Mexique      |
| 14    | 9 août 2014  | Moncton  | Corée du Sud | 1 – 2    | Nigéria      |
| 21    | 13 août 2014 | Edmonton | Nigéria      | 2 – 1    | Angleterre   |
| 22    | 13 août 2014 | Toronto  | Corée du Sud | 2 - 1    | Mexique      |

#### Groupe D
| Rang | Équipe           | Pts | J | G | N | P | Bp | Bc | Diff |
| ---- | ---------------- | --- | - | - | - | - | -- | -- | ---- |
| 1    | France           | 9   | 3 | 3 | 0 | 0 | 12 | 1  | +11  |
| 2    | Nouvelle-Zélande | 6   | 3 | 2 | 0 | 1 | 5  | 4  | +1   |
| 3    | Paraguay         | 3   | 3 | 1 | 0 | 2 | 2  | 6  | -4   |
| 4    | Costa Rica       | 0   | 3 | 0 | 0 | 3 | 2  | 10 | -8   |

| Match | Date         | Lieu     | Équipe 1         | Résultat | Équipe 2         |
| ----- | ------------ | -------- | ---------------- | -------- | ---------------- |
| 7     | 6 août 2014  | Montréal | Nouvelle-Zélande | 2 – 0    | Paraguay         |
| 8     | 6 août 2014  | Montréal | France           | 5 – 1    | Costa Rica       |
| 15    | 9 août 2014  | Montréal | Nouvelle-Zélande | 0 – 4    | France           |
| 16    | 9 août 2014  | Montréal | Paraguay         | 2 – 1    | Costa Rica       |
| 23    | 13 août 2014 | Toronto  | Costa Rica       | 0 – 3    | Nouvelle-Zélande |
| 24    | 13 août 2014 | Edmonton | Paraguay         | 0 - 3    | France           |

### Tableau final
|  | Quarts de finale  | Quarts de finale  |                   |                   | Demi-finales           | Demi-finales           |   |  | Finale            | Finale            |
|  | Quarts de finale  | Quarts de finale  |                   |                   | Demi-finales           | Demi-finales           |   |  | Finale            | Finale            |
|  |                   |                   |                   |                   |                        |                        |   |  |                   |                   |
|  | 16 août, Toronto  | 16 août, Toronto  |                   |                   | 20 août, Moncton       | 20 août, Moncton       |   |  | 24 août, Montréal | 24 août, Montréal |
|  | 16 août, Toronto  | 16 août, Toronto  |                   |                   | 20 août, Moncton       | 20 août, Moncton       |   |  | 24 août, Montréal | 24 août, Montréal |
|  | Corée du Nord     | 1ap (3)           |                   |                   | 20 août, Moncton       | 20 août, Moncton       |   |  | 24 août, Montréal | 24 août, Montréal |
|  | Corée du Nord     | 1ap (3)           |                   |                   | 20 août, Moncton       | 20 août, Moncton       |   |  | 24 août, Montréal | 24 août, Montréal |
|  | États-Unis        | 1 tab(1)          |                   |                   | 20 août, Moncton       | 20 août, Moncton       |   |  | 24 août, Montréal | 24 août, Montréal |
|  | États-Unis        | 1 tab(1)          | Corée du Nord     | 2                 |                        |                        |   |  | 24 août, Montréal | 24 août, Montréal |
|  | 17 août, Moncton  |                   | Corée du Nord     | 2                 |                        |                        |   |  | 24 août, Montréal | 24 août, Montréal |
|  |                   | Nigéria           | 6                 |                   |                        |                        |   |  | 24 août, Montréal | 24 août, Montréal |
|  | Nigéria           | Nigéria           | 6                 | 4                 |                        |                        |   |  | 24 août, Montréal | 24 août, Montréal |
|  | Nigéria           |                   |                   | 4                 |                        |                        |   |  | 24 août, Montréal | 24 août, Montréal |
|  | Nouvelle-Zélande  | 1                 |                   |                   |                        |                        |   |  | 24 août, Montréal | 24 août, Montréal |
|  | Nouvelle-Zélande  | 1                 | Nigéria           | 0                 |                        |                        |   |  |                   |                   |
|  | 16 août, Edmonton |                   | Nigéria           | 0                 |                        |                        |   |  |                   |                   |
|  |                   | Allemagne         | 1 ap              |                   |                        |                        |   |  |                   |                   |
|  | Allemagne         | Allemagne         | 1 ap              | 2                 |                        |                        |   |  |                   |                   |
|  | Allemagne         | 20 août, Montréal |                   | 2                 |                        |                        |   |  |                   |                   |
|  | Canada            | 0                 |                   |                   |                        |                        |   |  |                   |                   |
|  | Canada            | 0                 | Allemagne         | 2                 |                        |                        |   |  |                   |                   |
|  | 17 août, Montréal | 17 août, Montréal | Allemagne         | 2                 | Match pour la 3e place | Match pour la 3e place |   |  |                   |                   |
|  | 17 août, Montréal | 17 août, Montréal |                   | France            | Match pour la 3e place | Match pour la 3e place | 1 |  |                   |                   |
|  | France            | 0ap (4)           | 24 août, Montréal | 24 août, Montréal |                        |                        | 1 |  |                   |                   |
|  | France            | 0ap (4)           | 24 août, Montréal | 24 août, Montréal |                        |                        |   |  |                   |                   |
|  | Corée du Sud      | 0 tab(3)          |                   | Corée du Nord     | 2                      |                        |   |  |                   |                   |
|  | Corée du Sud      | 0 tab(3)          |                   | Corée du Nord     | 2                      |                        |   |  |                   |                   |
|  |                   |                   |                   |                   |                        |                        |   |  | France            | 3                 |
|  |                   |                   |                   |                   |                        |                        |   |  | France            | 3                 |

#### Quarts de finale
| 16 août 2014      | Corée du Nord | 1 - 1 a. p. 3 - 1 t. a. b. | États-Unis | BMO Field, Toronto            |                               |
| 17:00 (UTC−05:00) |               |                            |            | Arbitrage : Bibiana Steinhaus | Arbitrage : Bibiana Steinhaus |

| 16 août 2014      | Allemagne | 2 - 0 | Canada | Stade du Commonwealth, Edmonton |                             |
| 18:00 (UTC−05:00) |           |       |        | Arbitrage : Salome Di Iorio     | Arbitrage : Salome Di Iorio |

| 17 août 2014      | Nigéria | 4 - 1 | Nouvelle-Zélande | Stade de Moncton, Moncton     |                               |
| 17:00 (UTC−05:00) |         |       |                  | Arbitrage : Sachiko Yamagishi | Arbitrage : Sachiko Yamagishi |

| 17 août 2014      | France | 0 - 0 a. p. 4 - 3 t. a. b. | Corée du sud | Stade olympique, Montréal      |                                |
| 19:00 (UTC−05:00) |        |                            |              | Arbitrage : Quetzalli Alvarado | Arbitrage : Quetzalli Alvarado |

#### Demi-finales
| 20 août 2014      | Corée du Nord | 2 - 6 | Nigéria | Stade de Moncton, Moncton  |                            |
| 17:00 (UTC−05:00) |               |       |         | Arbitrage : Margaret Domka | Arbitrage : Margaret Domka |

| 20 août 2014      | Allemagne | 2 - 1 | France | Stade olympique, Montréal   |                             |
| 19:00 (UTC−05:00) |           |       |        | Arbitrage : Katalin Kulcsar | Arbitrage : Katalin Kulcsar |

#### Match pour la troisième place
| 24 août 2014      | Corée du Nord | 2 - 3 | France | Stade olympique, Montréal     |                               |
| 16:00 (UTC−05:00) |               |       |        | Arbitrage : Sachiko Yamagishi | Arbitrage : Sachiko Yamagishi |

#### Finale
| 24 août 2014 Finale | Nigéria | 0 - 1 a. p. | Allemagne | Stade olympique, Montréal      |                                |
| 19:00 (UTC−05:00)   |         |             |           | Arbitrage : Carol Anne Chenard | Arbitrage : Carol Anne Chenard |